# Combretum constrictum
Combretum constrictum là một loài thực vật có hoa trong họ Trâm bầu. Loài này được (Benth.) M.A.Lawson mô tả khoa học đầu tiên năm 1871.